# Фінішел
Фінішел (рум. Finișel) — село у повіті Клуж в Румунії. Входить до складу комуни Севедісла.
Село розташоване на відстані 324 км на північний захід від Бухареста, 17 км на південний захід від Клуж-Напоки.

## Населення
За даними перепису населення 2002 року у селі проживали 828 осіб. Рідною мовою 826 осіб (99,8%) назвали румунську.
Національний склад населення села:
| Національність | Кількість осіб | Відсоток |
| -------------- | -------------- | -------- |
| румуни         | 778            | 94,0%    |
| цигани         | 49             | 5,9%     |